# BADモード
『BADモード』（バッドモード）は、宇多田ヒカルの3年7か月ぶり通算8枚目となるスタジオ・アルバム。2022年1月19日にデジタル配信が開始した。本作は、英語と日本語の両方の歌詞を含む楽曲を収録した、宇多田ヒカルの初の公式「バイリンガルアルバム」として位置付けられている。
アルバムはリリース直後からピッチフォークなどの海外メディアから称賛され、各メディアの選ぶ2022年の年間ベストアルバムにおいても複数の媒体で選出された。

## 背景と経緯
宇多田ヒカルは、デビュー20周年を迎える2018年に7thアルバム『初恋』を発売したほか、12年振りとなる国内ツアー『Hikaru Utada Laughter in the Dark Tour 2018』を敢行。2019年初めには「Face My Fears」を発売した。2020年、新曲「Time」「誰にも言わない」をリリースした5月のインスタライブ企画で、宇多田は次のアルバムを構想中であることを明かしており、7月には楽曲制作中の自身の画像をインスタグラムにアップした。2021年には3月に「One Last Kiss」、6月に「PINK BLOOD」をリリースし、また複数の媒体でインタビューを受け、次なるアルバムに関して幾度か言及した。なお6月に行われたインスタライブで宇多田は自身がノンバイナリーであることを明らかにした。7月、SHISEIDOによる新グローバルキャンペーン「POWER IS YOU」のアンバサダーに就任し、キャンペーンソングとして英語詞曲「Find Love」を提供。11月12日にはニューアルバムの来春発売の予告がなされ、同月末には新曲「君に夢中」を配信リリース。デビュー23週年を迎えた翌月9日、アルバムのタイトル及びリリース日を発表した。さらにアルバム配信開始が1週間前に迫った2022年1月11日にはトラックリストが公開され、タイトル曲「BADモード」のミュージックビデオが1月19日に開催される配信ライブ「Hikaru Utada Live Sessions from Air Studios」の本編中に初公開されることが発表された。宇多田は告知に際して、自身のTwitterで「11月までに終わってるはずがマスタリングできたのが先週で、過去最高にギリギリの納品」「今までで一番好きなアルバムかも」と投稿している。
In the past, my songs often focused on my relationships with other people. My new album is shaping up to be more about my relationship with myself.
（引用者訳:これまで私の曲は、他人との関係をテーマにしたものが多かったけれど、今度のアルバムは、自分自身との関係についてより深く掘り下げたものになりそうです。）—@utadahikaruの2021年5月5日のツイート。

## コンセプトと影響
本作は主として成長、自己愛、セルフ・パートナー、アクセプタンスをコンセプトとしている。タイトルである「BADモード」は日本語と英語が混ざったもので、宇多田によるとそれは「一言で言えば、ちょっと落ち込んでいる、あるいはそういう時期がある」ことを示している。宇多田は「身近な大切な人が調子悪いとき、辛そうなときに自分には何ができるだろうかということを考えた」といい（表題曲の歌詞にはその結果が反映されている）、その過程で「自分が人に何をしてほしいか」、そして「どうしたらそれを誰かにしてあげられるのか」ということを考えた結果、最終的には「周りの人と良好な関係を築くために、どのように自立して、自分自身と良い関係を築けるか?」という答えにたどり着いた。本アルバムではそれが大きなテーマとなっている。
宇多田は『ル・ポールのドラァグ・レース』の大ファンで、「自分を愛せないなら、いったいどうやって他人を愛せというんだい?（原文：If you can't love yourself, how in the hell you gonna love somebody else?）」というメッセージに「とても感動的で心が動かされた」と話しており、ドラァグ・レースは本アルバムのインスピレーションの一つとなっているという。
“Most of the songs were written since the pandemic began, and I think it’s reflective of how my life was focused on surviving, living, and getting through a shared difficult time, all of us together,”
（引用者訳：ほとんどの曲はパンデミックが始まってから書かれたもので、その間私の日々がいかに生きること、生き残ること、そして皆で困難な時期を乗り越えることに焦点を当てていたかが楽曲には反映されていると思います。）—宇多田ヒカル、米MTVでの インタビュー

## 制作とその背景
宇多田にとって音楽作りとは「自分一人で、安全だと感じなければそれに没頭することができない」ような「聖域」であり、そのために長年あまりコラボレーションをしてこなかった。「その空間を共有し、心を開くのは難しいこと」だったという。2010年以降の活動休止、16年の復帰を経た前2作（『Fantôme』『初恋』）は、生楽器を多用するという意味で宇多田にとって実験的なアルバムだった。「他の人たちを信頼し、自分のコントロールが及ばないところで何かを実現させる」「デモを作って指示を出すことはできるが、それ以外では彼らを信頼して、何が起こるかを見守るしかない」といった経験は自信をつけるのに良い方法だったといい、何事につけても少し成長できた気がしたと宇多田は話している。それらを踏まえて本作では、2004年にUtada名義で発表された『Exodus』を思い返し、エレクトリックなサウンドに回帰することになった。
そしてそのために技術的な面で外部の力を借りたいということで、本作ではこれまでにも度々双方の作品に関わってきた小袋成彬のほか、A・G・クック（A.G. Cook）、フローティング・ポインツ（Floating Points）らが共同プロデューサーとして参加している。また本作の収録曲でもっとも古い「Face My Fears」は、スクリレックス（Skrillex）とプー・ベア（Poo Bear）との共作となっている。同曲や「誰にも言わない」などを除いた本作収録のほとんどの曲はパンデミック後に書かれた。宇多田がクックとタッグを組んだ最初の曲である「One Last Kiss」は、丁度ロンドンがロックダウン真っ最中だったことにより、完全リモート体制で制作が進められた。一方で「君に夢中」は、2021年の夏に宇多田が久しぶりにニューヨークに帰った際にそこでクックと初めて対面し数日間かけて制作されたものとなっている。サム（フローティング・ポインツ）とは最初、友達を通して知り合ったといい、互いに音楽をやっていることも了解していて、そこで宇多田が共作の話を持ち掛けたところ快諾してくれたという。サムは、それまで誰かと一緒にトラックメイキングの共作をするという経験がなかったこともあって、タイトル曲「BADモード」では宇多田側がリードする形で、各パートの音色の差し替えなどの希望を出していくことで制作が進行していった。レコーディングの日には一緒に来ていた宇多田の長男が、習い始めたヴァイオリンを弾くことになった。「Somewhere Near Marseilles －マルセイユ辺り－」については、もともと宇多田が作ってあったデモは4分に満たない長さのものだったが、サムと制作を進めるうちに段々と長くなっていった。なお同曲の歌詞はパリに住む友人とのチャットからインスピレーションを得ている。同じくサムとの共作の「気分じゃないの (Not In The Mood)」では、締め切り当日の朝になってもなかなか歌詞が書けずにいたなかで、街を歩き目にしたものをそのまま綴っていくという宇多田にとって初の試みがなされた。また本楽曲でも宇多田の長男がボーカルで参加している。
宇多田が本作の制作期間に聴いていた音楽は「クラブ、ダンス的なもの」が多かったといい、特に「Find Love」を作ってる時期はMoodymannやGlenn Undergroundなどのハウス・ミュージックをよく聴いていたという。
また本作のジャケット写真の一部に宇多田の長男が写りこむなど、本作は宇多田と長男の2人にとって挑戦的なアルバム制作となった。

## 音楽性
本作の音楽性は、宇多田のデビュー以来のR&B的な側面と2004年の『Exodos』以降のエレクトロニック・サウンドの両方を兼ね備えており、ディスコやソウル・ポップの影響を受けた1990年代から2000年代初頭のダンス・ポップへの意識も指摘されている。またそのようなUSのアーバンなダンス・ミュージックの影響に加え、A・G・クックやフローティング・ポインツらの寄与によりUK寄りのディスコ・ミュージックにもフォーカスしているとされている。
批評家のimdkmは宇多田の『Fantome』以来のリズム解釈の特異性を、本作でも「Time」「PINK BLOOD」「誰にも言わない」といった曲に見出している。TOMCもこれらの楽曲について、「贅肉を削ぎ落としたマシンビートに多重コーラスのループが次々に絡んでいく」という「マーヴィン・ゲイ『Sexual Healing』(‘82) のヒット以来、R&Bではスタンダード化したスタイル」を見せながらも、宇多田のヴォーカル自体が「リズムの主軸」となる瞬間が度々訪れると述べている。

## 楽曲解説
BADモード
フローティング・ポインツとの最初の共作曲。シティ・ポップを多少意識して作られた。
Resident Advisorは「渋谷系スタイル」と説明しており、またスティーリー・ダンの「Deacon Blue」などからの影響も指摘されている。新たなメロディ・展開が中盤～ラストにかけて幾度となく現れ続ける点も特徴の1つ。
君に夢中

One Last Kiss

PINK BLOOD

Time

気分じゃないの (Not In The Mood)
フローティング・ポインツとの共作で、約7分半の長尺曲。トリップ・ホップ風のジャジーなブレイクをバックボーンに、日常の無気力感が歌われている。
The Faderはアルバムにおける「傑出した曲」として本楽曲を取り上げ、楽曲後半で宇多田の長男がヴォーカルで参加していることにも言及した上で「若い頃の鬱屈したエピソードが懐かしく思い出されるこの曲は、ほろ苦い質感を持って、涙を誘うコーダへと発展していく構成になっている」「絶望的に自分自身を見失うことを歌ったもので、その感情的な重さが、その中で自分自身を見つけることをより容易にしてくれる」と批評した。
ピッチフォークは、その宇多田の長男の歌唱を「フィッシュマンズの故佐藤伸治を思わせるような、遊び心のあるのびのびとした歌声」と評している。
誰にも言わない

Find Love
愛とセルフケアについて歌った完全英語詞の楽曲で、トラックは小袋成彬との共同プロデュース。デトロイト・テクノの影響を受けたクラブ調の強いダンス・ポップである。
Pop Mattersは、「カイリー・ミノーグを意識した」本楽曲で宇多田は「リスナーを楽しいダンス・パーティーに連れ出す独創的な才能を見せている」として、アルバムで最も「高い位置にある」と評した。
Face My Fears (Japanese Version)

Somewhere Near Marseilles ーマルセイユ辺りー

## リリースとプロモーション
アルバムは、CD発売に先駆けて2022年1月19日に先行配信される。2月23日発売予定のフィジカルCDには通常盤と、DVDとBlu-rayが付属する初回生産限定盤の2種類が用意され、DVDとBlu-rayには配信スタジオライブ「Hikaru Utada Live Sessions from Air Studios」の模様、同ライブのドキュメンタリー映像、「Time」「One Last Kiss」「PINK BLOOD」「君に夢中」「BADモード」のミュージックビデオが収められる。過去にCDシングルと映像ソフトを付属で販売したことはあるが、スタジオ・アルバムに映像ソフトを付属するのは今回が初となった（「First Love -15th Anniversary Edition-」はリイシュー盤のため除く）。
アルバム配信を記念して、2021年10月より全国のソニーストアを巡回している「HIKARU UTADA EXHIBITION」が、1月19日から31日まで東京・ソニーストア 銀座にて開催された。また宇多田が本作に込めた思いや制作エピソード、楽曲を届けるラジオ特番「宇多田ヒカル Liner Voice+」が、J-WAVE、ZIP-FM、FM802、CROSS FM、FM NORTH WAVEの5局でオンエアされた。Spotifyのプレイリストとの連動展開も決定しており、1月24日に同番組のノーカット完全版をプレイリストとして配信。さらにSpotifyでは宇多田がアルバム収録曲について英語で語った「Liner Voice+ (English Edition)」も限定公開となった。

## 評価と批評
- ピッチフォークは本作に8.0点（10点満点）を付け、「キャリア20年を経、J-POPのスーパースターは音楽的にも人間的にも進化を続けている」と評価[2]。
- ジャパン・タイムズは星5の満点を与え、「宇多田は完全に自らのキャリアのハイライトを見せている」と評した[1]。
- ロッキング・オンのライター・杉浦美恵は、「間違いなく後世に語り継がれる音楽」「さらなる黄金期の到来を感じずにはいられない」と評価した[35]。また総編集長の山崎洋一郎は「めちゃくちゃリアルかつアーティスティック。フィクショナルかつポップな歌が全盛のJ-POPのシーンに対してはっきりと異質なベクトルを提示した、凄まじいアルバム」と話し、これからの日本の音楽の指針になるような画期的なアルバムと評している[36]。
- ミュージック・マガジンの久保太郎は、「タイトルとジャケット・デザインが秀逸」としつつ、「サウンド的にいうと、リズム・トラックとヴォーカルの対比がハッキリしすぎているきらいがある」と述べた[5]。
- TOMCは、「キャリア初期から一貫している宇多田の『音楽こそが共通言語であり第一言語』というスタンスが真の意味で結実した作品」と評した[29]。
- 文筆家のつやちゃんは、パンデミックの影響を大きく受けた本アルバムが提示した「家にいながら、何かと向き合い、偶然性を誘い、感性を開き、境界をなくし思考していくこと」としての「新しい時代の新しい贅沢」に着目し、本作は「ゴージャスともリッチとも異なる」ポップミュージックとしての新たな価値観を作ったとした[37]。
- 批評家のimdkmは、宇多田の復帰後の『Fantome』や『初恋』と本作を比較して、「打ち込みの比重を高めたエレクトロニックなアプローチに貫かれた」点にクリエイティブ面での「転回」を指摘[38]。また「〈あなた〉や〈君〉との関係という主題を多くの部分で維持しつつも、〈運命〉や〈人生〉のような言葉が似合うようなドラマチックな物語から徐々に離れている」という歌詞の内容にも「転回」を見出した[38]。またimdkmは、「サウンドの質感、テクスチャへの傾倒」が本作の重心をなしているとし[38]、さらに「特定のテクスチャがどうこうというよりも、こうしたテクスチャの前景化自体が、言葉やメロディによって分節され語られる物語を相対化し、風通しの良さを『BADモード』全体に与えているように思う」と述べた[39]。

### イヤーエンドリスト
| メディア         | リスト名                   | 順位 | 出典   |
| ---------------- | -------------------------- | ---- | ------ |
| Beats Per Minute | Top 50 Albums of 2022      | 37   | [ 40 ] |
| Gorilla vs. Bear | Top 50 Albums of 2022      | 19   | [ 41 ] |
| Pitchfork        | The 50 Best Albums of 2022 | 31   | [ 42 ] |
| The Skinny       | Top Albums of 2022         | 17   | [ 43 ] |
| Slant Magazine   | The 50 Best Albums of 2022 | 9    | [ 44 ] |

## 収録内容
| #         | タイトル                                                                        | 作詞・作曲                       | プロデュース                                          | 時間  |
| --------- | ------------------------------------------------------------------------------- | -------------------------------- | ----------------------------------------------------- | ----- |
| 1.        | 「BADモード」                                                                   | 宇多田ヒカル, Jodi Milliner      | 宇多田ヒカル, Sam Shepherd                            | 5:03  |
| 2.        | 「君に夢中」                                                                    | 宇多田ヒカル                     | 宇多田ヒカル, A.G. Cook                               | 4:17  |
| 3.        | 「One Last Kiss」                                                               | 宇多田ヒカル                     | 宇多田ヒカル, A.G. Cook                               | 4:12  |
| 4.        | 「PINK BLOOD」                                                                  | 宇多田ヒカル                     | 宇多田ヒカル                                          | 3:17  |
| 5.        | 「Time」                                                                        | 宇多田ヒカル                     | 宇多田ヒカル, 小袋成彬                                | 4:57  |
| 6.        | 「気分じゃないの (Not In The Mood)」                                            | 宇多田ヒカル                     | Sam Shepherd, 宇多田ヒカル                            | 7:28  |
| 7.        | 「誰にも言わない」                                                              | 宇多田ヒカル                     | 宇多田ヒカル, 小袋成彬                                | 4:38  |
| 8.        | 「Find Love」                                                                   | 宇多田ヒカル                     | 宇多田ヒカル, 小袋成彬                                | 4:37  |
| 9.        | 「Face My Fears (Japanese Version)」(宇多田ヒカル & Skrillex)                   | Skrillex, Poo Bear, 宇多田ヒカル | Skrillex, Poo Bear, 宇多田ヒカル                      | 3:42  |
| 10.       | 「Somewhere Near Marseilles ーマルセイユ辺りー」                                | 宇多田ヒカル                     | Sam Shepherd, 宇多田ヒカル                            | 11:54 |
| 11.       | 「Beautiful World (Da Capo Version)」(ボーナス・トラック)                       | 宇多田ヒカル                     | 小袋成彬, 宇多田ヒカル ストリングスアレンジ: 坂東祐大 | 5:58  |
| 12.       | 「キレイな人 (Find Love)」(ボーナス・トラック)                                  | 宇多田ヒカル                     | 宇多田ヒカル, 小袋成彬                                | 4:37  |
| 13.       | 「Face My Fears (English Version)」(Hikaru Utada & Skrillex/ボーナス・トラック) | Skrillex, Poo Bear, 宇多田ヒカル | Skrillex, Poo Bear, 宇多田ヒカル                      | 3:42  |
| 14.       | 「Face My Fears (A.G. Cook Remix)」(ボーナス・トラック)                         | Skrillex, Poo Bear, 宇多田ヒカル | リミックス: A.G. Cook                                 | 5:22  |
| 合計時間: | 合計時間:                                                                       | 合計時間:                        | 合計時間:                                             | 73:44 |

### DVD/Blu-ray
- Hikaru Utada Live Sessions from Air Studios

| #   | タイトル                                           | 作詞 | 作曲・編曲 |
| --- | -------------------------------------------------- | ---- | ---------- |
| 1.  | 「BADモード」                                      |      |            |
| 2.  | 「One Last Kiss」                                  |      |            |
| 3.  | 「君に夢中」                                       |      |            |
| 4.  | 「誰にも言わない」                                 |      |            |
| 5.  | 「Find Love」                                      |      |            |
| 6.  | 「Time」                                           |      |            |
| 7.  | 「PINK BLOOD」                                     |      |            |
| 8.  | 「Face My Fears (English Version)」                |      |            |
| 9.  | 「Hotel Lobby」                                    |      |            |
| 10. | 「Beautiful World (Da Capo Version)」              |      |            |
| 11. | 「About Me」                                       |      |            |
| 12. | 「Face My Fears (Japanese Version) [Bonus Track]」 |      |            |

- Behind the Scenes "Live Sessions from Air Studios"
- Music Videos

| #  | タイトル          | 作詞 | 作曲・編曲 |
| -- | ----------------- | ---- | ---------- |
| 1. | 「Time」          |      |            |
| 2. | 「One Last Kiss」 |      |            |
| 3. | 「PINK BLOOD」    |      |            |
| 4. | 「君に夢中」      |      |            |
| 5. | 「BADモード」     |      |            |

## クレジット

### 参加ミュージシャン
- 宇多田ヒカル - Production (1-13), Writing (all tracks), Vocals (all tracks), Keyboards (1-5,7,8,10,12), Programming (1-5,7,8,10,12), Piano (1), Additional Drum Programming (9,13), Additional Keyboards and Programming (11), Shaker (10), Korean WaveDrum (10)
- 小袋成彬 - Production (5,7,8,11,12), Keyboards (5,7,8,11,12), Programming (5,7,8,11,12)
- Sam Shepherd - Production (1,6,10), Keyboards (1,6,10), Programming (1,6,10), Rhodes Piano (1), Piano (6)
- A.G. Cook - Production (2,3,14), Keyboards (3), Programming (2,3), Remix (14)
- Skrillex - Production (9,13), Writing (9,13,14), Programming (9,13)
- Poo Bear（英語版） - Production (9,13), Writing (9,13,14)
- Jodi Milliner - Writing (1), Bass (1,4,6,11,13), Synth Bass (2,3,9), Moog Bass & Juno Pad (5)
- Ben Parker - Guitar (1,6,7), Acoustic Guitar (11)
- Reuben James - Wurlitzer Piano (4), Acoustic Piano (9,13), Piano (11)
- Will Fry - Percussion (1,7,10)
- Leo Taylor（英語版） - Drums (1)
- Ash Soan（英語版） - Percussion (6)
- Freddie Gavita - Trumpet (1)
- Soweto Kinch（英語版） - Saxophone
- Chris Dave - Percussion (9,13)
- 坂東祐大 - String Arrangement (11), Conducting (11)
- Ensemble FOVE - Strings (11)
- Darren Heelis - Additional Drum Programming (5)
- Tom Norris（英語版） - Additional Drum Programming (9,13)
- Nobuaki Tanaka - Additional Programming (11)
- 宇多田ヒカルの長男 - Violin (1), Vocals (6)

### エンジニアリング
- Steve Fitzmaurice - Recording (1,3,4,6,7,11), Mixing (1-8,10-12), Additional Instrumental Recording (9)
- 宇多田ヒカル - Vocals Recording (1-3,6-8,10,12)
- 小森雅仁 - Vocals Recording (4,5,9), Strings Recording (11), Vocal Tracks Editing (4)
- Skrillex - Mixing (9,13)
- Tom Norris - Mixing (9,13)
- 小袋成彬 - Vocals Recording (11)
- 齊藤祐也 - Vocal Tracks Editing (1-8,10-12)
- Darren Heelis - Additional Recording (5), Vocal Recording Assist (7), Additional Engineering (7)
- Marek Deml - Recording (4), Additional Vocals Recording (4)
- Matt Jones - Additional Engineering Assist (7)
- Randy Merrill（英語版） - Mastering

## タイアップ
| 年     | 楽曲                                       | タイアップ                                                                     | 出典          |
| ------ | ------------------------------------------ | ------------------------------------------------------------------------------ | ------------- |
| 2019年 | Face My Fears                              | ゲームソフト「KINGDOM HEARTS III」オープニングテーマ                           | [ 10 ]        |
| 2020年 | Time                                       | 日本テレビ系日曜ドラマ「美食探偵 明智五郎」主題歌                              | [ 11 ]        |
| 2020年 | 誰にも言わない                             | サントリー天然水CMソング                                                       | [ 12 ]        |
| 2021年 | One Last Kiss                              | 映画『シン・エヴァンゲリオン劇場版』テーマソング                               | [ 14 ] [ 45 ] |
| 2021年 | Beautiful World (Da Capo Version)          | 映画『シン・エヴァンゲリオン劇場版』テーマソング                               | [ 14 ] [ 45 ] |
| 2021年 | PINK BLOOD                                 | アニメ「不滅のあなたへ」主題歌                                                 | [ 15 ]        |
| 2021年 | Find Love                                  | 「brand SHISEIDO」グローバル・キャンペーン「POWER IS YOU」キャンペーン・ソング | [ 17 ]        |
| 2021年 | 君に夢中                                   | TBS系金曜ドラマ「最愛」主題歌                                                  | [ 18 ]        |
| 2022年 | Somewhere Near Marseilles ―マルセイユ辺り― | CARTIER TRINITY FOR CHITOSE ABE OF sacai キャンペーンソング                    | [ 46 ]        |

## Hikaru Utada Live Sessions from Air Studios
本作の配信リリース日である2022年1月19日20:00から配信される宇多田のスタジオライブ。同日は宇多田の誕生日。映像は事前収録で、イギリス・ロンドンのレコーディングスタジオ・Air Studiosで、宇多田が「BADモード」の収録曲をパフォーマンスする模様が配信される。スタジオライブには、2018年の宇多田のツアーでバンドマスターを務めたベーシスト・ジョディ・ミリナーらが参加。録音とミックスはスティーヴ・フィッツモーリス、映像監督はデイビット・バーナードが担当した。

### HIKARU UTADA Special Week 2022
同ライブ開催を記念してABEMAの「ABEMA SPECIAL2」で2022年1月16日から3日間にわたって放送される特別番組。番組ではライブ当日にリリースされるニューアルバム『BADモード』に収録される楽曲や、過去に行ったライブ映像の中からファンが選んだ人気曲をまとめたVIDEO Selectionが届けられる。